# Cathlamet
Cathlamet és una població dels Estats Units i seu del comtat de Wahkiakum a l'estat de Washington. Segons el cens del 2000 tenia 565 habitants.

## Demografia
Segons el cens del 2000, Cathlamet tenia 565 habitants, 246 habitatges, i 138 famílies. La densitat de població era de 545,4 habitants per km².
Dels 246 habitatges en un 20,7% hi vivien nens de menys de 18 anys, en un 46,7% hi vivien parelles casades, en un 8,1% dones solteres, i en un 43,5% no eren unitats familiars. En el 38,6% dels habitatges hi vivien persones soles el 15,4% de les quals corresponia a persones de 65 anys o més que vivien soles. El nombre mitjà de persones vivint en cada habitatge era de 2,06 i el nombre mitjà de persones que vivien en cada família era de 2,67.
Per edats la població es repartia de la següent manera: un 18,2% tenia menys de 18 anys, un 6,2% entre 18 i 24, un 20% entre 25 i 44, un 29,4% de 45 a 60 i un 26,2% 65 anys o més.
L'edat mediana era de 49 anys. Per cada 100 dones de 18 o més anys hi havia 78,4 homes.
La renda mediana per habitatge era de 33.409 $ i la renda mediana per família de 47.917 $. Els homes tenien una renda mediana de 35.625 $ mentre que les dones 30.750 $. La renda per capita de la població era de 18.588 $. Aproximadament el 9,6% de les famílies i el 15,1% de la població estaven per davall del llindar de pobresa.

## Poblacions més properes
El següent diagrama mostra les poblacions més properes.